# Teplá
Teplá (německy Tepl, Tepl Stadt) je město v okrese Cheb v Karlovarském kraji. Rozlohou je  devátou největší obcí v Česku. Leží na horním toku řeky Teplé v Tepelské vrchovině, 46 kilometrů jihovýchodně od města Cheb a 37 kilometrů jižně od statutárního města Karlovy Vary. Ve městě včetně jeho částí žije přibližně 2 900 obyvatel.

## Historie

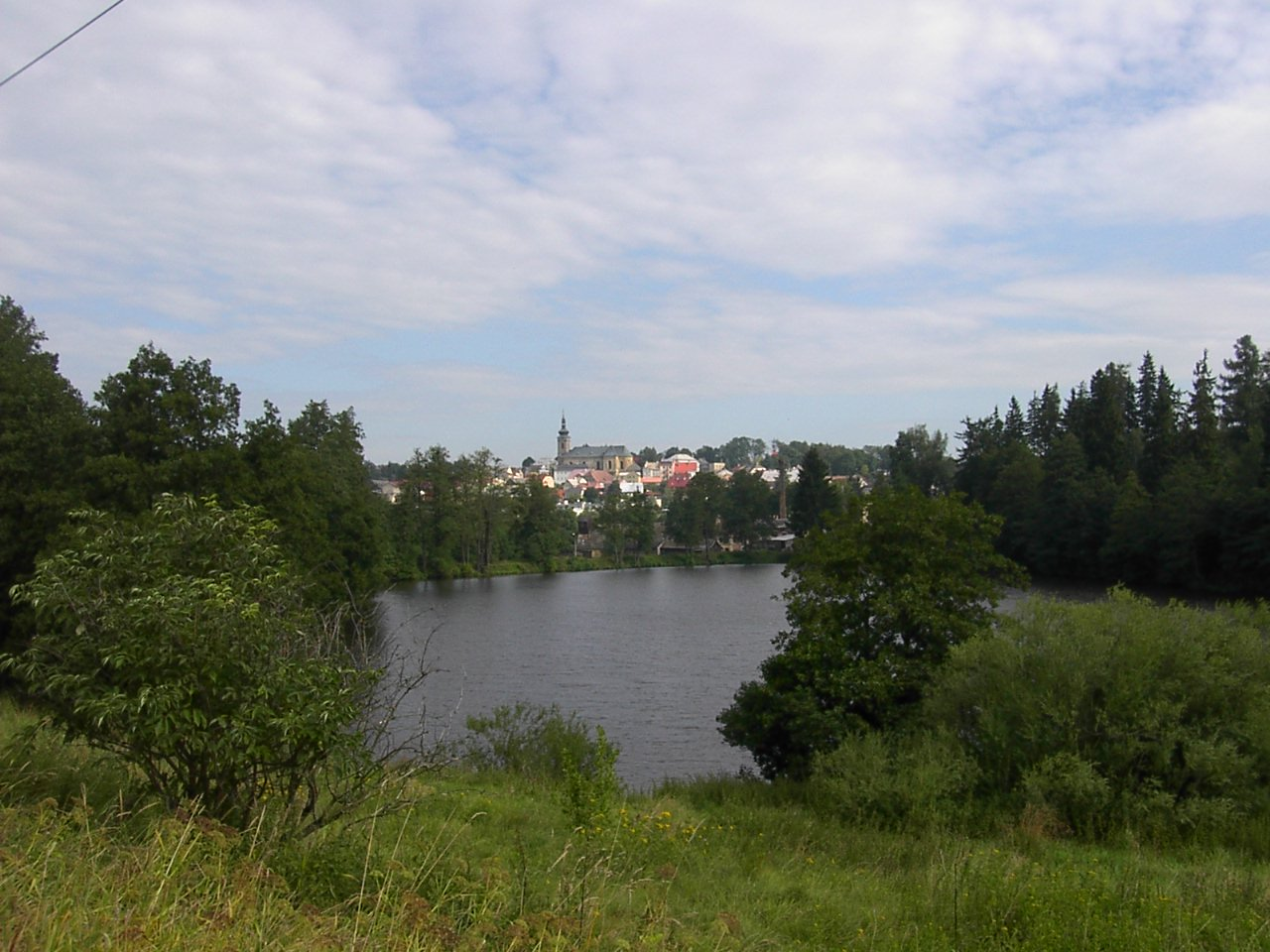
Teplá od nádraží

Po odtržení Chebska od Českého knížectví k Německé říši se v 11. století posunula zemská hranice více k východu. Hranice procházela právě územím dnešní Teplé, kde tehdy na zemské stezce z Plzně do Chebu vznikla kupecká osada s celnicí. Ve 12. století se v okolí této hranice stále více a více prohluboval vliv Německa.
Česká práva v této oblasti tehdy hájil velmož Hroznata, který byl správcem rozsáhlého území okolo dnešní Teplé a Mariánských Lázní. Z hospodářských důvodů založil v roce 1193 poblíž své tvrze v Teplé nový premonstrátský klášter. Blahoslavený Hroznata založil klášter jako náhradu za účast na křížové výpravě. Dal slib k účasti na osvobození Božího hrobu z rukou muslimů, tato výprava byla u Říma rozpuštěna, ale slib byl stále platný. Proto si Hroznata vyjednal u papeže dispens a ten mu jako náhradu uložil založit klášter.[zdroj⁠?!]
První datovaná písemná zmínka o Teplé pochází z roku 1197, kdy byla v jedné Hroznatově listině zmíněna osada Teplá, majetek Tepelského kláštera.[zdroj⁠?!] Podle listiny se ve vsi konaly trhy a vybíralo clo. Roku 1300 byla Teplá poprvé zmíněna jako město. V roce 1322 bylo Chebsko opět připojeno k Čechám a Teplá tím pádem přestala být strategickým hraničním bodem. V letech 1380–1381 zasáhl ves mor, kdy skoro celé české obyvatelstvo této epidemii podlehlo. Na jejich místo přicházeli později noví němečtí osadníci.
Husitské války město přečkalo bez větších škod. Roku 1460 povolil král Jiří z Poděbrad vybudovat hradby, ale spory mešťanů s opatem vedly Vladislava II. ke zrušení privilegia. Zda mezi tím opevnění vzniklo není jasné, ale je možné, že rozestavěné hradby záhy zanikly. V roce 1467 bylo město podporující Jiřího z Poděbrad vypleněno katolickým vojskem. Spor měšťanů s církevní vrchností o hradby trval až do roku 1509, kdy bylo povoleno ohradit město plaňkovým plotem s baštami, příkopem a valem. Časem však město vybudovalo pět bran a kamennou hradbu, kterou jako velmi zchátralou uvádí první vojenské mapování.
V roce 1525 se vzbouřili tepelští poddaní a zajali opata kláštera. Vadily jim neustále zvyšující dávky, které museli odvádět klášteru. Vzpoura byla nakonec potlačena, její předáci popraveni a protestantská víra systematicky likvidována (po celý zbytek 16. století). V této době město také vyhořelo (1539) a došlo k další morové epidemii (1549), která opět doslova vylidnila celé okolí. Koncem 16. století docházela k další vlně německé kolonizace, kdy ve městě získalo naprostou převahu německé obyvatelstvo.
V období třicetileté války městem prošlo mnoho vojsk, které ho plenily a ničily, roku 1647 se u města odehrálo střetnutí u Teplé. Po válce došlo k další vlně germanizace a město opět mnohokrát vyhořelo (1669, 1747, 1794). Po posledním požáru došlo k velké přestavbě města a v 19. století byly zbourány hradby. Rozvoji města pomohla výstavba železniční tratě. Trať byla otevřená v roce 1898. Obživou obyvatel v 19. století byla řemeslná výroba, ve městě bylo tkalcovství, uzenářství, pivovar a podniky na zpracování kamene. Známá byla místní puškařská dílna.
Po Mnichovu v roce 1938 připadl celý bývalý okres Teplá pod Německou říši, protože v celém okrese měli Němci drtivou převahu. Druhá světová válka ve městě skončila 6. května 1945, kdy byla Teplá obsazena Americkou armádou. Nedlouho po válce v roce 1945 byly ustanoveny Národní výbory, v Teplé vznikl městský národní výbor a ještě se zatím udržel i okresní národní výbor. Dne 1. září 1945 byla otevřena česká škola. Mezi významné kulturní události patřilo také otevření Městské knihovny a přestavba sálu Hotelu U nádraží na kulturní místnosti.

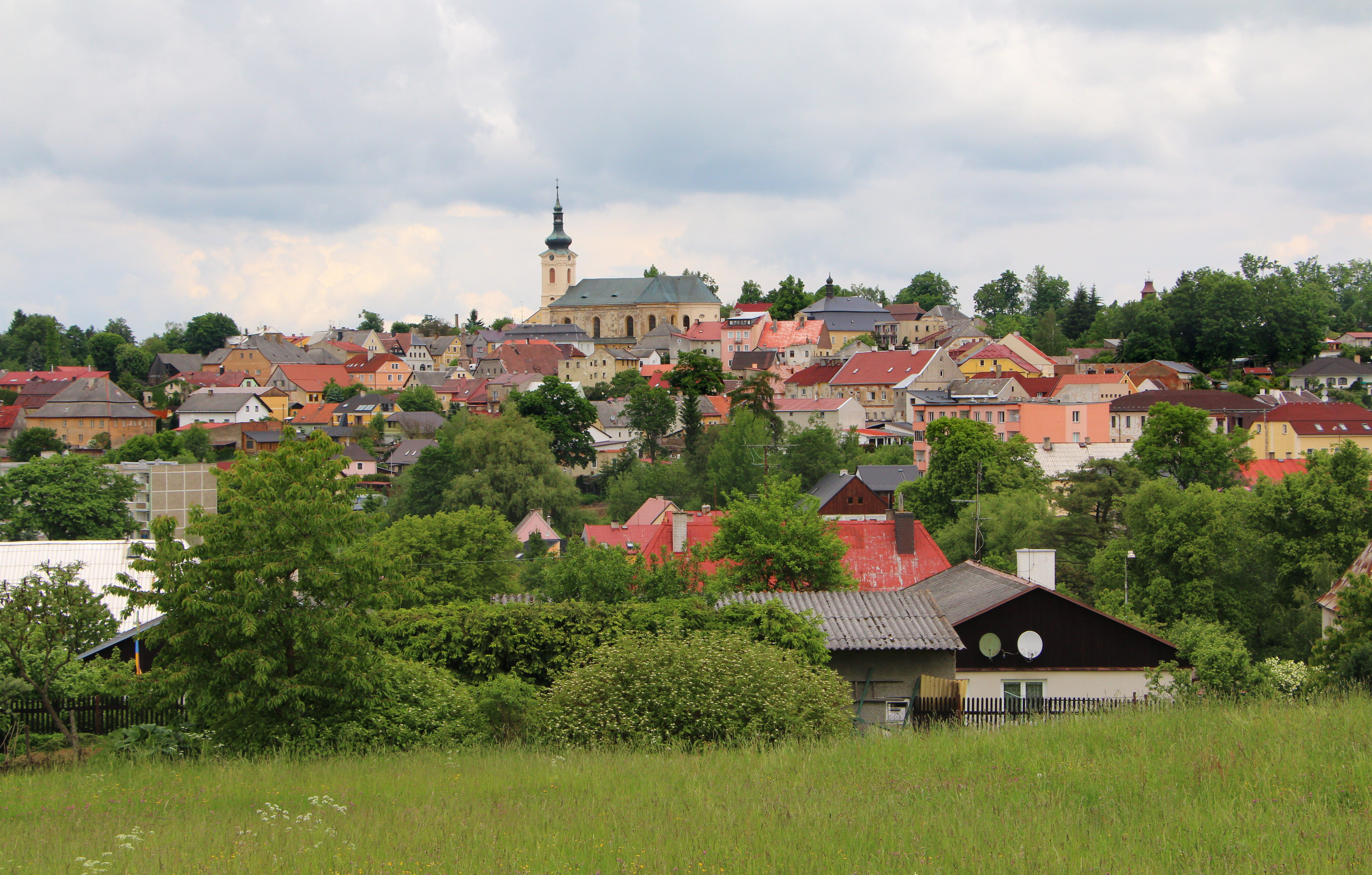
Celkový pohled na město

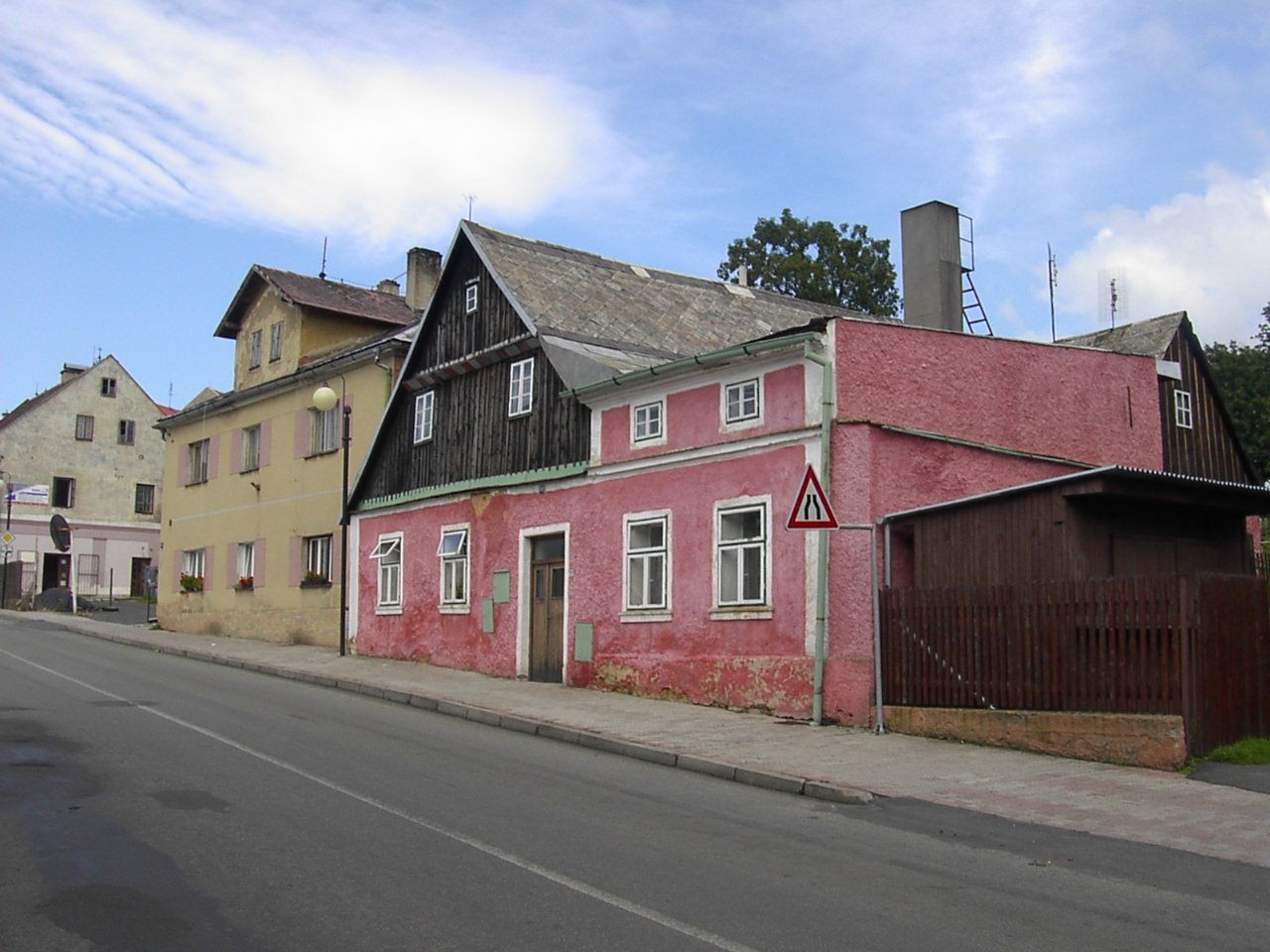
Dům v Klášterní ulici

Po druhé světové válce začalo pro město období odsunu německého (to znamená téměř veškerého) obyvatelstva. Tento odsun probíhal od března do října 1946. V roce 1945, tedy ještě před odsunem Němců, byla do této oblasti (například do Rankovic) repatriována část potomků českých exulantů z doby pobělohorské z okolí polského Zelova. Pro jejich původ, silné náboženské cítění i archaickou (biblickou) češtinu byli tito reemigranti považováni mylně za Poláky. K udržení jejich pospolitosti stále významně přispívá spolek Exulant. Po vysídlení Němců se do vylidněné oblasti Tepelska (kromě Čechů z vnitrozemí) stěhovali také Maďaři ze Slovenska, Slováci, Rumuni a Bulhaři. V roce 1949 okres Teplá zanikl a jeho území bylo připojeno k okresu Toužim.
V období po válce a nástupu komunismu v roce 1948 ovlivňovala život ve městě vojenská posádka, která si jako své sídlo vybrala klášter, který byl odebrán premonstrátům. Toto období bylo pro klášter asi nejhorší v celé jeho historii, protože docházelo k rozsáhlým a necitlivým devastacím této krásné stavby. Bylo založeno jednotné zemědělské družstvo, které se postupně slučovalo do větších celků. Zakládány byly také pobočky průmyslových podniků (jako např. JITONA nebo TOSTA), proto byly pro zaměstnance stavěny nové bytové domy nejen ve vlastní Teplé, ale také v místních částech (např. v Poutnově nebo Služetíně). Vybydlené staré domy chátraly, a v mnoha případech byly zbourány. Dne 1. června 1960 došlo k další reformě územní správy, při které vzniklo nové členění okresů. Teplá byla přičleněna do Západočeského kraje (se sídlem v Plzni) a okresu Karlovy Vary. Ten vznikl spojením více okresů z roku 1949, mezi nimi byl i tehdejší okres Toužim. V roce 1975 město získalo dnešní rozlohu. Byly totiž připojeny obce Beranov, Poutnov, Křepkovice a Staré Sedlo. Jejich místní národní výbory byly zrušeny a jejich pravomoci plně převzal Městský národní výbor Teplá.
Ve městě a okolí po roce 1989 zaniklo několik významných podniků, a proto se zvýšila nezaměstnanost až k hranici 20 procent.
Po roce 1989 došlo k opětovnému rozvoji podnikání. Klášter byl navrácen premonstrátům, ale ve špatném stavu. Od roku 2000 se Teplá stala součástí nově vzniklého Karlovarského kraje, po zrušení okresních úřadů 1. ledna 2003 byla přiřazena pod správní obvod obce s rozšířenou působností Mariánské Lázně. Přesto ale ještě čtyři roky zůstala součástí okresu Karlovy Vary. K 1. lednu 2007 bylo město podle působnosti vyhlášky č. 513/2006 Sb. přičleněno do okresu Cheb, aby bylo sjednoceno území okresu i správního obvodu obce s rozšířenou působností.

## Obyvatelstvo
Při sčítání lidu v roce 1921 zde žilo 2 597 obyvatel, z nichž bylo 20 Čechoslováků, 2 556 Němců a 21 cizinců. K římskokatolické církvi se hlásilo 2 566 obyvatel, k evangelické šest obyvatel, jeden k církvi československé, 22 k církvi izraelitské a dva byli bez vyznání.
| Rok            | 1869  | 1880  | 1890  | 1900  | 1910  | 1921  | 1930  | 1950  | 1961  | 1970  | 1980  | 1991  | 2001  | 2011  | 2021  |
| -------------- | ----- | ----- | ----- | ----- | ----- | ----- | ----- | ----- | ----- | ----- | ----- | ----- | ----- | ----- | ----- |
| Počet obyvatel | 2 421 | 2 733 | 2 662 | 2 789 | 2 822 | 2 597 | 2 474 | 1 080 | 1 841 | 1 933 | 2 126 | 2 145 | 2 255 | 2 218 | 2 159 |
| Počet domů     | 315   | 337   | 337   | 357   | 375   | 396   | 425   | 374   | 351   | 315   | 363   | 406   | 422   | 439   | 470   |

| Rok            | 1869  | 1880  | 1890  | 1900  | 1910  | 1921  | 1930  | 1950  | 1961  | 1970  | 1980  | 1991  | 2001  | 2011  | 2021  |
| -------------- | ----- | ----- | ----- | ----- | ----- | ----- | ----- | ----- | ----- | ----- | ----- | ----- | ----- | ----- | ----- |
| Počet obyvatel | 6 996 | 7 458 | 7 400 | 7 426 | 7 379 | 7 017 | 6 807 | 2 843 | 3 444 | 3 318 | 3 115 | 2 924 | 3 101 | 2 981 | 2 859 |
| Počet domů     | 958   | 1 014 | 1 025 | 1 066 | 1 108 | 1 143 | 1 211 | 957   | 653   | 606   | 598   | 677   | 737   | 779   | 813   |

## Městská správa
Správní území města Teplá zabírá 11 % z celého okresu Cheb (tj. celou jeho jihovýchodní část), počtem obyvatel se však podílí asi jen 3 %.[zdroj⁠?!] Hustota zalidnění je pouhých 26 obyvatel/km².
Teplá má celkem 24 místních částí (Babice, Beranov, Beranovka, Beroun, Bezvěrov, Bohuslav, Číhaná, Heřmanov, Horní Kramolín, Hoštěc, Jankovice, Kladruby, Klášter, Křepkovice, Mrázov, Nezdice, Pěkovice, Popovice, Poutnov, Rankovice, Služetín, Staré Sedlo, Teplá a Zahrádka) z nichž nejlidnatější jsou Poutnov (v severozápadní části katastru, šest kilometrů od Teplé) a Staré Sedlo (na jihovýchodní části katastru, osm kilometrů od Teplé).

### Městské symboly
Vlajka byla městu udělena rozhodnutím předsedy Poslanecké sněmovny Parlamentu České republiky dne 9. prosince 2002.

## Doprava
Teplá neleží na žádné hlavní komunikaci. Ve městě se křižují silnice II/198 v trase Závišín (Mariánské Lázně) – Teplá – Toužim – Bochov a číslo 210 v trase Krsy – Úterý – Teplá – Mnichov – Prameny – Sokolov – Kraslice(státní hranice). Železniční obsluhu města zajišťuje železniční trať Karlovy Vary – Mariánské Lázně. Na území města leží železniční dopravny Teplá, Mrázov, Hoštěc a Poutnov. Kolem roku 2010 se objevily dosud nerealizované úvahy o železničním propojení Bezdružic a Teplé (respektive Plzně a Karlových Varů). Autobusová doprava má v okolí města spíše doplňkový charakter a v roce 2020 je provozována pouze v pracovních dnech. Nejdůležitější relací autobusové dopravy je spojení Toužim – Teplá – Mariánské Lázně, které obsluhuje mnoho mezilehlých sídel. Nejhorší dopravní obsluhu mají tepelské části ležící v jihovýchodní oblasti města při hranicích s Plzeňským krajem.[zdroj⁠?!]

## Společnost

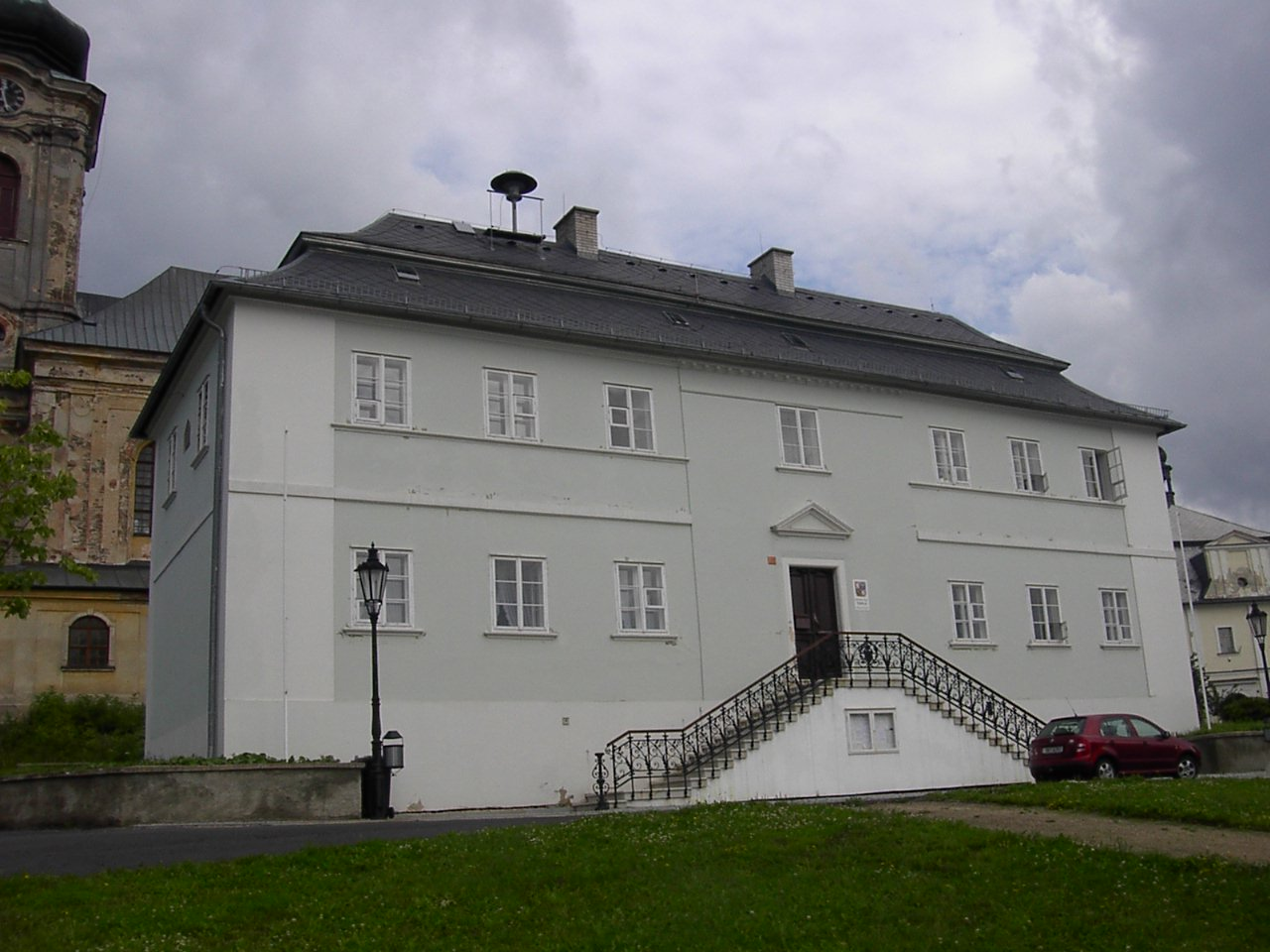
Budova na náměstí, kde do roku 2015 sídlil tepelský městský úřad

Školství je ve městě zastoupeno základní školou, do střední školy musí studenti dojíždět (např. do Mariánských Lázní nebo Karlových Varů). Ve městě sídlí dva praktičtí lékaři, jeden pediatr, zubař a gynekolog.[zdroj⁠?!] Kulturní život ve městě zajišťuje například městská knihovna a infocentrum ve spolupráci s radnicí. Pořádá různé akce nejen pro mládež a také zajišťuje informační servis turistům. Ve městě sídlí také různé zájmové spolky, městský úřad vydává pro občany města každý měsíc zpravodaj.

## Pamětihodnosti

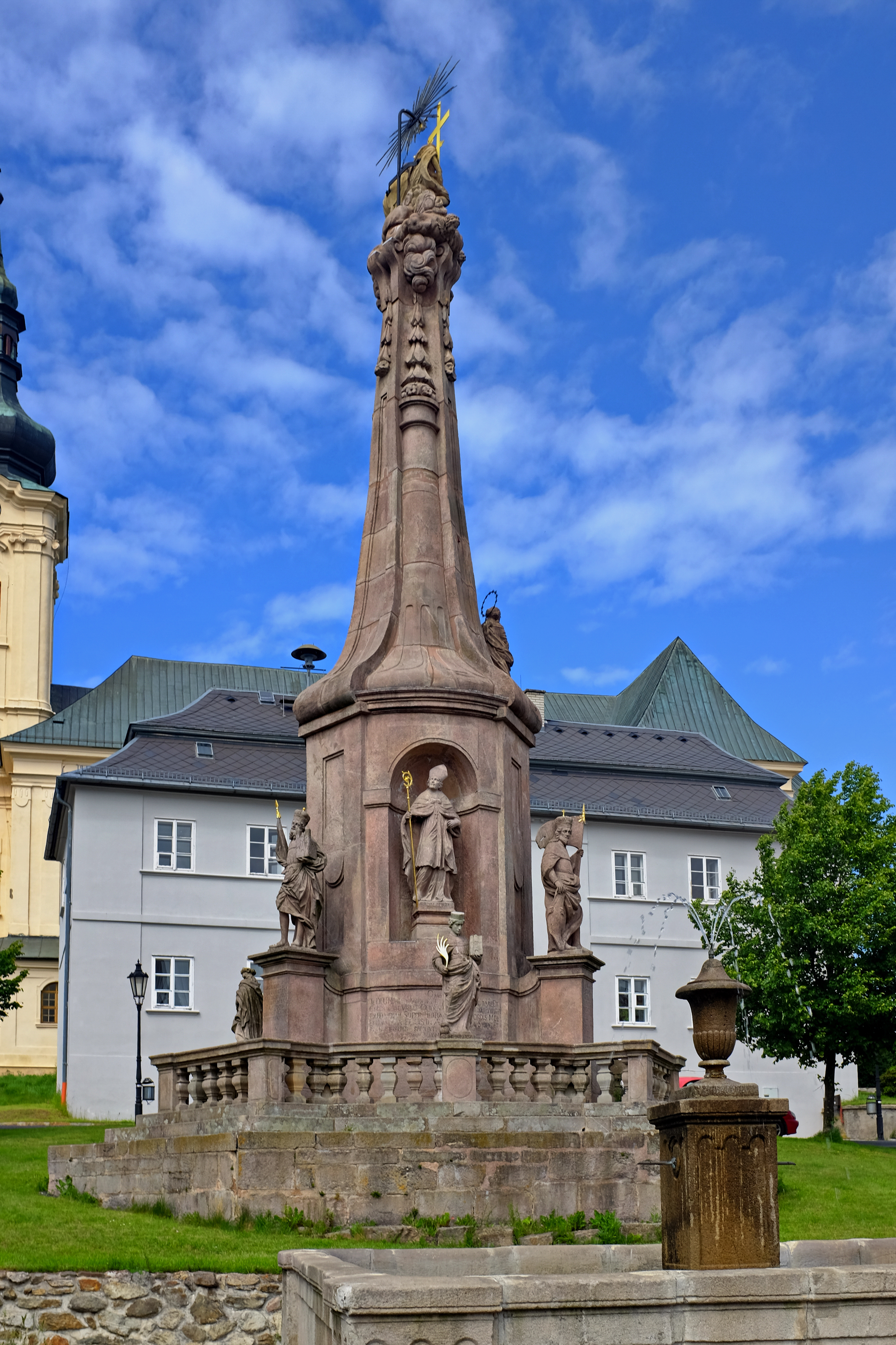
Sloup se sousoším Nejsvětější Trojice

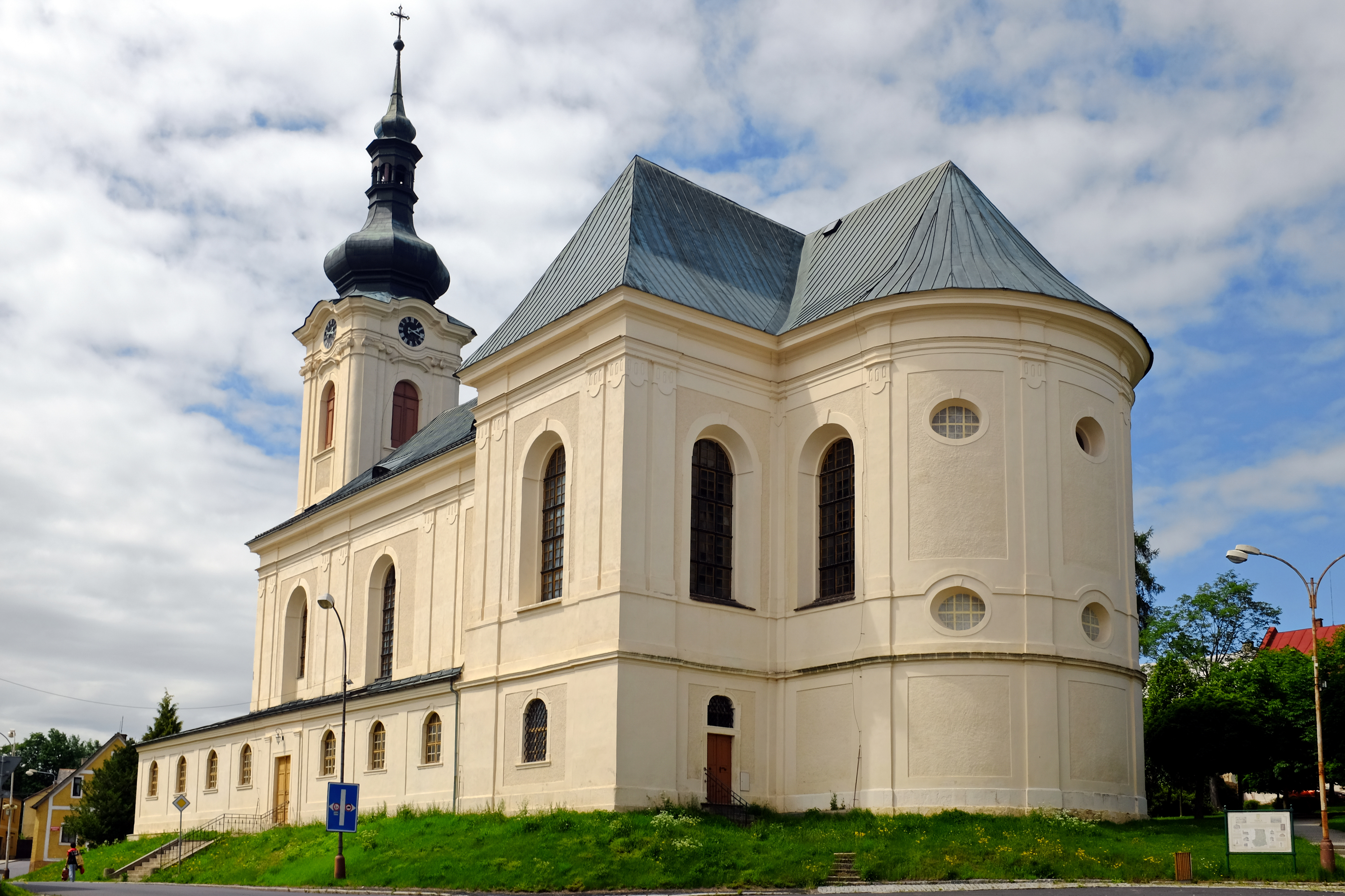
Gotický kostel svatého Jiljí v Teplé

- Nejvýznamnější tepelská památka – tepelský klášter – se nachází asi dva kilometry jižně od centra města. Založen byl v roce 1193. Hned z počátku umožnil osídlení původně velmi řídce obydlené oblasti a po staletí pak byl duchovním, kulturním, vědeckým, ale také hospodářským centrem celého kraje. V roce 1950 byl zrušen a stal se kasárnami Československé lidové armády. Knihovna a muzeum byly od roku 1958 zpřístupněny veřejnosti. Od roku 1990, kdy byl klášter navrácen původnímu majiteli (řádu premonstrátů) postupně probíhá rekonstrukce celého areálu. V kostele probíhají pravidelné bohoslužby, objekt je přístupný turistům k prohlídkám a konají se zde koncerty, výstavy a další kulturní akce. Nejstarší, dodnes dochovanou, architektonickou částí je románsko-gotický trojlodní halový kostel Zvěstování Panny Marie. Na přelomu 17. a 18. století postavil Kryštof Dientzenhofer na místě původních gotických budov, zničených požárem, barokní prelaturu a konvent (jižní křídlo). Hospodářské budovy vznikaly postupně v 15.–19. století. Zajímavostí je klášterní knihovna, která je co do počtu svazků druhá největší v České republice. Při klášteru se nachází také park, který je v poslední době znovu upravován.
- Sloup se sousoším Nejsvětější Trojice z roku 1721
- Z městského opevnění se dochovaly zlomky valu a vnějšího příkopu podél obvodové ulice (Školní, Husova). Na čelní stěně valu je doložena existence zdi široké 90–100 centimetrů. Částí bývalého příkopu vede úvozová cesta.[16]
- V Teplé pravděpodobně stával Hroznatův hrad, o kterém se však nedochovaly žádné písemné zprávy. V okolí kostela svatého Jiljí se podle popisů z devatenáctého století nacházely zbytky opevnění v podobě příkopů a valů. Menší relikty zemního opevnění, které vymezuje oválný areál a nesouvisí s městskými hradbami, se nacházejí mezi domy jižně od kostela.[17]
- Stará škola (budova současné radnice) byla postavena v roce 1574. Založil ji opat Jan Myšín. Budova má renesanční portál s nápisem „Představený Jan Myšín ctitel vzdělanosti dal pevný základ školství městu tomuto“.
- Kostel svatého Jiljí pochází z let 1762–1765 na místě původního staršího kostela. Opraven kolem roku 1850. Hodnotný hlavní oltář, přenesený v roce 1785 z kláštera v Chotěšově. Zařízení kostela je v barokním stylu.
- Soubor městských domů čp. 30 a 31
- Ve správním území města se nachází velký počet smírčích křížů.

## Osobnosti
- Jan Nepomuk František Desolda (1811–1885), katolický duchovní, filosof, překladatel